# Rix Road
"Rix Road" es el duodécimo y último episodio de la primera temporada de la serie de televisión estadounidense en streaming Andor, basada en Star Wars creada por George Lucas y spin-off precuela de Rogue One (2016). Fue escrito por Tony Gilroy y dirigido por Benjamin Caron.
El episodio está protagonizado por Diego Luna como Cassian Andor, quien retoma su papel de la película derivada. Toby Haynes fue contratado en septiembre de 2020 después de un retraso en la producción debido a la pandemia de COVID-19, y Gilroy se unió a la serie como showrunner a principios de 2019, reemplazando a Stephen Schiff. Ambos son productores ejecutivos junto a Luna y Kathleen Kennedy.
"Rix Road" se estrenó en Disney+ el 23 de noviembre de 2022.Recibió elogios de la crítica y obtuvo tres nominaciones a los premios Emmy, incluida la de Mejor Dirección de Serie Dramática para Caron.

## Trama
En la noche previa al funeral, Cassian regresa a Ferrix para despedir a Maarva y se entera del encarcelamiento de Bix: inspirado por el manifiesto de Nemik, decide rescatarla. Meero también llega al planeta y con la guarnición imperial local se preparan para utilizar el funeral para capturar a Andor para interrogarlo sobre el "Eje", mientras que Luthen, ya enterado de la situación, planea, con la ayuda de Vel y Cinta, proteger sus secretos matando a Cassian usando la emboscada imperial como cobertura. La OSI logra detener el ataque de Kreegyr pero no deja prisioneros, lo que enfurece a Meero. Mothma tiene una discusión con Perrin, acusándolo de gastar dinero en el juego; lo hace sabiendo que su chofer Clovis, es un espía de la OSI, a quienes informa de la situación. Al día siguiente se realiza la reunión en la que Leida conoce al hijo de 14 años de Sculdun.
Llegado el funeral y con muchos habitantes de Ferrix presentes, B2EMO proyecta un holograma de Maarva dando un discurso antiimperial que incita a la gente a levantarse para pelear por la libertad. Cuando los oficiales interrumpen la grabación, se desatan incidentes que escalan cuando Wilmon, el hijo del fallecido Salman Paak, ataca con una bomba casera que generan varias bajas. El Imperio abre fuego matando a la población y durante la confusión, Cassian rescata a Bix, mientras Syril, quien había llegado con Mosk salva a Meero de ser atacada. Al reunirse con B2EMO, Brasso y varios otros en un astillero, Cassian los convence de llevar a Bix a un lugar seguro lejos de Ferrix, prometiéndoles que los encontrara. Conmovido por la rebelión en Ferrix, Luthen regresa a su barco donde Cassian lo espera. Sabiendo que Luthen está allí para asesinarlo, Cassian le ofrece a Luthen la opción de matarlo o acogerlo, a lo que Luthen sonríe.
En una escena poscréditos, droides Imperiales ensamblan la maquinaria producida por los prisioneros de Narkina 5 en el plato de disparo de la nueva superarma que esta construyendo el Imperio: la Estrella de la Muerte.

## Producción

### Desarrollo
El CEO de Disney, Bob Iger, anunció en febrero de 2018 que había varias series de Star Wars en desarrollo,  y en noviembre fue revelada que una de ellas sería una precuela de la película Rogue One (2016). La serie fue descrita como un programa de suspenso y espías centrado en el personaje Cassian Andor, con Diego Luna retomando su papel de la película.  Jared Bush desarrolló originalmente la serie y escribió un guion piloto y una biblia de la serie para el proyecto.  A finales de noviembre, Stephen Schiff se desempeñaba como showrunner y productor ejecutivo de la serie.  Tony Gilroy, quien fue acreditado como coguionista de Rogue One y supervisó extensas nuevas filmaciones de la película,  se unió a la serie a principios de 2019 cuando discutió los primeros detalles de la historia con Luna.  La participación de Gilroy se reveló en octubre, cuando debía escribir el primer episodio, dirigir varios episodios y trabajar junto a Schiff;  Gilroy había reemplazado oficialmente a Schiff como showrunner en abril de 2020.  Para entonces se habían llevado a cabo seis semanas de preproducción de la serie en el Reino Unido, pero se detuvo y la producción de la serie se retrasó debido a la pandemia de COVID-19. La preproducción había comenzado de nuevo en septiembre antes del inicio previsto del rodaje el mes siguiente. En ese momento, Gilroy, que reside en Nueva York, decidió no viajar al Reino Unido para producir la serie debido a la pandemia y, por lo tanto, no pudo dirigir el primer episodio de la serie. En cambio, Toby Haynes, residente en el Reino Unido, que ya estaba "en lo alto de la lista" de directores potenciales para la serie, fue contratado para dirigir los primeros tres episodios. Gilroy seguiría siendo productor ejecutivo y showrunner.  En diciembre de 2020, se reveló que Luna sería productor ejecutivo de la serie. 
El duodécimo episodio, titulado "Rix Road", fue escrito por Tony Gilroy.

### Escritura
Gilroy había imaginado que la secuencia que representaba el funeral de Maarva se convertiría en un levantamiento desde el principio de la producción. La idea le intrigó por primera vez después de tomar una decisión narrativa similar con el holograma de Mads Mikkelsen en Rogue One (2016). Había descrito su panegírico como "en algún lugar entre un funeral del IRA y un funeral de segunda línea en Nueva Orleans" y tenía la intención de que su presencia sorprendiera al público. Al explicar la presencia de Luthen en la escena, Gilroy la describió como "otro rincón de la granja que [Luthen] está tratando de hacer crecer".
Con respecto a la invención de Mon Mothma de las deudas de juego de su marido y su posterior decisión de casar a su hija Leida con la familia Sculdun, Gilroy había descrito a Mothma como alguien que no "tenía muchas buenas opciones" ya que estaba siendo sometida a un intenso escrutinio. Sin embargo, también había interpretado que la decisión de Mothma sería "mitigada de una manera muy interesante y extraña, con suerte, por el hecho de que su hija se está volviendo una especie de Chandrilana ortodoxa, de la vieja escuela, y está volviendo a esas viejas costumbres y confundiendo todo". Gilroy describió la reacción de Vel a sus decisiones cuando se dio cuenta de "la magnitud de la misma" y calificó las decisiones generales como una "carta dramática que tiene una utilidad real en muchos lugares diferentes, lo que es lo que está en juego para mucha gente". y posteriormente señalando la cuestión de los daños colaterales asociados con sus acciones. Dijo que Mothma había realizado esta última acción para "cubrir todas las huellas". 

### Rodaje
El rodaje comenzó en Londres, Inglaterra, a finales de noviembre de 2020, con la producción basada en Pinewood Studios.  La serie fue filmada bajo el título provisional Pilgrim,  y fue la primera serie de acción real de Star Wars que no utilizó la tecnología de fondo digital StageCraft.  Los lugares de rodaje incluyeron Black Park en Buckinghamshire, Inglaterra para las escenas de flashback, así como en Middle Peak Quarry en Derbyshire, Inglaterra. Gilroy también ordenó que los actores en pantalla tocaran sus instrumentos durante el funeral de Maarva.

### Música
Nicholas Britell compuso la partitura musical del episodio.   La banda sonora del episodio se lanzó en diciembre de 2022 como parte del tercer volumen de la serie. Gilroy había colaborado con Britell dos años antes del rodaje para crear música para el funeral de Marva en Ferrix, lo que resultó en la composición de una pieza de siete minutos. Britell había descrito la pieza como "una pieza que no se trata sólo de Maarva o Cassian, se trata de este pueblo, y esta es una tradición que todos conocerían y con la que todos se conectarían naturalmente". 

## Lanzamiento
"Rix Road" se estrenó en Disney+ el 23 de noviembre de 2022.

## Recepción

### Respuesta crítica
El sitio web de recopilación de reseñas Rotten Tomatoes informa un índice de aprobación del 100%, basado en 22 reseñas. El consenso crítico del sitio dice: "Al repartir una serie de desafíos a su andrajoso grupo de rebeldes, el final de temporada de Andor es un fuerte cierre de una de las salidas más fuertes hasta ahora de una galaxia muy, muy lejana".

### Elogios
En los Art Directors Guild Awards 2022, el trabajo de Luke Hull en el episodio fue nominado a la Excelencia en Diseño de Producción por una serie de fantasía de una hora con una sola cámara. En los terceros premios de televisión de la Asociación de Críticos de Hollywood, el trabajo de Benjamin Caron y Tony Gilroy en el episodio fue nominado a Mejor dirección en una serie dramática en streaming y Mejor guion en una serie dramática en streaming, respectivamente. En la 75.ª edición de los premios Primetime Emmy, el trabajo de Caron, Damián García y Nicholas Britell en el episodio fue nominado a Mejor Dirección para una Serie Dramática, Mejor Fotografía para una Serie (Una Hora) y Mejor Composición Musical para una Serie Original (Partitura dramática original), respectivamente.